# Josef Cap

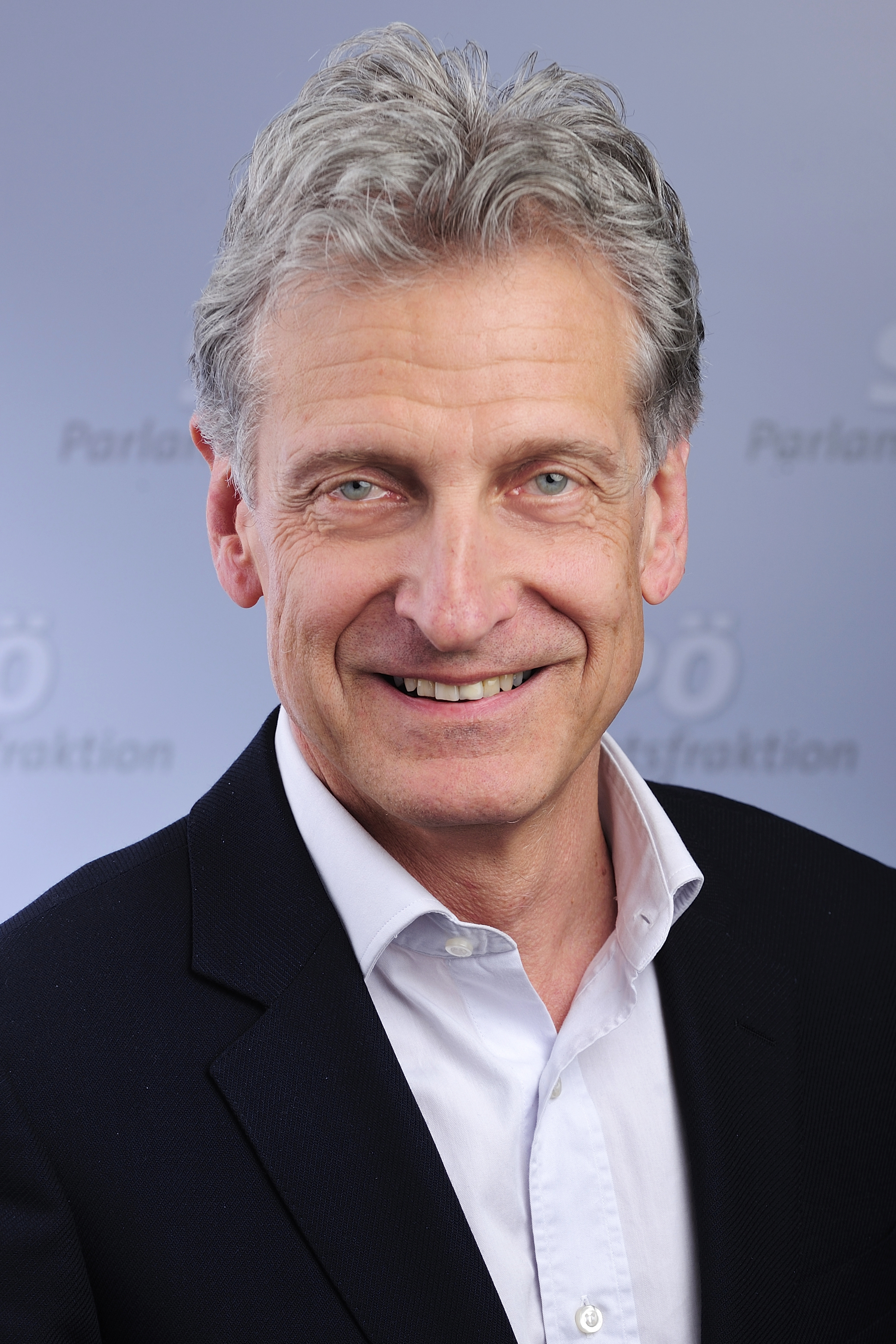
Josef Cap (2014)

Josef Cap ([ʧap], * 4. Jänner 1952 in Wien) ist ein österreichischer Politiker (SPÖ). Er war von 1983 bis 2017 Abgeordneter zum Nationalrat, davon von 2001 bis 2007 geschäftsführender Klubvorsitzender und von 2007 bis 2013 SPÖ-Klubobmann. Von 2013 bis 2017 war Cap stellvertretender Klubvorsitzender im Parlament. Seit 1994 ist er Vorsitzender der SPÖ-Bezirksorganisation Hernals.

## Leben
Cap absolvierte die Volksschule und das Gymnasium bei den Piaristen. Nach der Matura absolvierte er seinen Grundwehrdienst beim Bundesheer als „Hilfsausbildner“. Er begann zunächst ein Studium der Rechtswissenschaften, wechselte danach zu Politikwissenschaft, wobei er 1988 mit einer Dissertation über die sozialdemokratische Identität in Theorie und Praxis zwischen 1978 und 1988 zum Dr. phil. promoviert wurde.
1978 bis 1984 war er Vorsitzender der Sozialistischen Jugend. 1982 initiierte er innerhalb der SPÖ eine „rot-grüne Plattform“, die auf heftige Kritik des Parteivorstandes stieß. Auf dem SPÖ-Bundesparteitag im Oktober 1982 stellte Cap dem burgenländischen Landeshauptmann Theodor Kery drei Fragen und wurde danach aus dem Bundesparteivorstand der SPÖ abgewählt. 1983 wurde er nach einem Vorzugsstimmenwahlkampf (62.457 Stimmen) als Abgeordneter in das Parlament gewählt, dem er bis 2017 angehörte.
Von 1988 bis 1993 war er Zentralsekretär der SPÖ, von 1993 bis 1995 SPÖ-Bundesgeschäftsführer, seit 1994 ist er Vorsitzender der SPÖ-Bezirksorganisation Hernals. Nach sechs Jahren als geschäftsführender Klubvorsitzender und danach sechs Jahre als Klubvorsitzender der sozialdemokratischen Parlamentsfraktion wechselte er nach der Wahl im Jahr 2013 in die Funktion des stellvertretenden Klubvorsitzenden der sozialdemokratischen Parlamentsfraktion.
2012 veröffentlichte Cap zwei weitere Publikationen: zum einen eine Zusammenstellung ausgewählter Parlamentsreden und zum anderen eine Sammlung von Artikeln und Kommentaren. Vor dem Hintergrund großer Veränderungen wird der Auf- und Abstieg des von Jörg Haider geprägten Rechtspopulismus und dessen politische Nachwehen in der Großen Koalition dargestellt.
Neben seiner Tätigkeit als Abgeordneter zum Nationalrat war Cap vom 1. Jänner 2014 bis 1. Dezember 2017 geschäftsführender Präsident des Renner-Instituts, der Parteiakademie der Sozialdemokratie. In der Zeitung Falter wurde kritisiert, diese Funktion wäre für ihn neu geschaffen und mit 6000 Euro Bruttogehalt dotiert worden, damit er gegenüber seiner bisherigen Tätigkeit als Klubobmann keine Gehaltseinbußen entstünden. SPÖ-Politiker wie Max Lercher, SJ-Obmann Wolfgang Moitzi und der Vorarlberger SPÖ-Chef Michael Ritsch kritisierten diese Postenbesetzung vehement. Josef Cap entgegnete, er kehre nach zwölf Jahren als Klubvorsitzender – eine Funktion, in der im Übrigen ein zusätzliches Einkommen gesetzlich nicht zulässig ist – in seinen ursprünglichen Beruf zurück. Früher habe er die Zukunftswerkstatt der SPÖ geleitet, jetzt arbeite er im Renner-Institut, weil es sinnvoll sei, die Bildungstätigkeit wieder auszuüben, der er vorher nachgegangen sei. Schwerpunkt seiner Arbeit im Rahmen des Renner-Instituts sei der Parteiprogrammprozess, dessen Ziel die Ausarbeitung eines neuen Grundsatzprogramms für die SPÖ sei. Ritsch stimmte gegen die Bestellung von Cap, sagte aber über diesen, er sei „natürlich ein Profi“, und das überzeuge ihn auch davon, „dass er den Job ordentlich macht“. Gemäß den Bestimmungen des Unvereinbarkeits- und Transparenzgesetzes für oberste Organe, wonach die Höhe ihrer durchschnittlichen monatlichen Bruttobezüge offenzulegen ist, fällt der Nebenverdienst von Cap für das Jahr 2014 in die dritte von insgesamt fünf Kategorien für Abgeordnete des Nationalrats.
Als Abgeordneter war Josef Cap in der Legislaturperiode bis 2017 Mitglied in folgenden Ausschüssen: Außenpolitischer Ausschuss, Geschäftsordnungsausschuss, Hauptausschuss, Ständiger Unterausschuss des Hauptausschusses, Ständiger Unterausschuss in Angelegenheiten der Europäischen Union, Ständiger Unterausschuss in ESM-Angelegenheiten, Verfassungsausschuss, Kulturausschuss und Wissenschaftsausschuss. Von 2008 bis 2017 war er außerdem Vorsitzender des Außenpolitischen Ausschusses des Nationalrates.
2018 erschien mit seinem Buch Kein Blatt vor dem Mund eine kritische, manchmal auch humorvolle Reflexion der österreichischen Innenpolitik der letzten Jahrzehnte.
Seine große Passion abseits der Politik ist das Marathonlaufen.
Cap ist Teil einer von OE24.at wöchentlich produzierten, auch bei Youtube und iTunes abrufbaren Diskussionsrunde mit seinem einstigen politischen Gegenspieler Peter Westenthaler. Sendungstitel: "Fellner! LIVE: Die Insider – Josef Cap & Peter Westenthaler".

## Publikationen
- Sozialdemokratie im Wandel. Wien 1989, ISBN 3-224-17615-6.
- Rote Markierungen für das 21. Jahrhundert. Heinz Fischer und Josef Cap, Wien 1998, ISBN 3-85409-153-2.
- Kamele können nicht fliegen – von den Grenzen politischer Inszenierung. Wien 2005, ISBN 3-85485-148-0.
- Auszüge ausgewählter Parlamentsreden 1983 bis 2008, Wien 2012 .
- Artikel und Kommentare 1983–2008, Wien 2012 .
- Auszüge ausgewählter Parlamentsreden und Kommentare 2008–2013, Wien 2013 [3].
- Kein Blatt vor dem Mund, Wien 2018, ISBN 978-3-218-01127-3.

## Auszeichnungen
- 1992: Großes Silbernes Ehrenzeichen für Verdienste um die Republik Österreich[13]
- 1999: Großes Goldenes Ehrenzeichen für Verdienste um die Republik Österreich[13]
- 2005: Großes Goldenes Ehrenzeichen mit dem Stern für Verdienste um die Republik Österreich[13]
- 2011: Offizier der französischen Ehrenlegion